# William Heytesbury
William Heytesbury, noto anche come Guglielmo di Heytesbury, in latino chiamato Guglielmus Hentisberus o ancora Tisberus (circa 1313 – 1372 o 1373), è stato un filosofo, logico e matematico britannico.
Appartenne al gruppo dei Calcolatori di Oxford del Merton College presso Oxford, dove era fellow.

## Biografia
William Heytesbury fu un economo al Merton College fino alla fine degli anni 1330 che si occupò dell'amministrazione delle proprietà del college a Northumberland. Successivamente divenne cancelliere ad Oxford. Fu il primo ad elaborare il teorema della velocità media, noto in seguito come "La legge della caduta dei gravi". A differenza della teoria di Bradwardine, il teorema di Heytesbury, meglio conosciuto come "La Regola di Merton", è una verità probabile. La sua opera più famosa fu Regulae Solvendi Sophismata (Regole per la risoluzione dei sofismi), scritta verso il 1335. Il sofisma è un'argomentazione che può essere considerata vera quanto falsa. La risoluzione di queste argomentazioni e la determinazione del reale stato delle cose costringe ad affrontare questioni logiche quali l'analisi del significato medesimo dell'argomentazione in questione e l'applicazione di regole logiche a casi specifici. Un esempio potrebbe essere fornito dall'asserzione: "Il composto chimico H2O (acqua) è sia un solido sia un liquido". Quando la temperatura è sufficientemente bassa questa affermazione è vera. Tale affermazione può però essere confutata e conseguentemente dimostrata falsa ad una temperatura superiore. A quell'epoca l'opera di Heytesbury risultò essere avanzata in termini logici.
Heytesbury fu un Calcolatore di Oxford di seconda generazione che basò le sue ricerche sui "Sophistimata” di Richard Klivingston e sugli "Insolubilia" di Thomas Bradwardine. In seguito la sua opera esercitò un'influenza considerevole su Pietro da Mantova e Paolo da Venezia.

## Opere
- 1335 - Regulae solvendi sophismata (Regole per risolvere sofismi)
- 1483 - De probationibus conclusionum tractatus regularum solvendi sophismata
- Liber Calculationum